# 哈德曼縣 (田納西州)
哈德曼县（英語：Hardeman County）是美國田納西州西南部的一個縣，南鄰密西西比州。面積1,736平方公里。根据美國2000年人口普查，共有人口28,105人。縣治玻利瓦爾（Bolivar）。
成立於1823年10月16日。縣名紀念軍官、法官、德克薩斯共和國議員湯瑪斯·瓊斯·哈德曼 （Thomas Jones Hardeman）。